# Pascal Fabre
Pascal Fabre (Lyon, 9 de janeiro de 1960) é um ex-automobilista da França.
Disputou 14 corridas pela equipe AGS, estreando em 12 de abril de 1987, no GP do Brasil. Não somou nenhum ponto durante sua curta carreira na categoria.